# 中華大學
中華大學（英語：Chung Hua University；縮寫：CHU），簡稱華大，是一所位於臺灣新竹市香山區的私立大學，前身為1990年開始招生的中華工學院，為亞太高校書院聯盟和AACSB的成員校，與鄰近的玄奘大學、元培醫事科技大學組成玄華元聯盟。2024年11月，中華大學董事會通過停招與停辦，後續校產與校地將捐贈給國立清華大學。

## 象徵

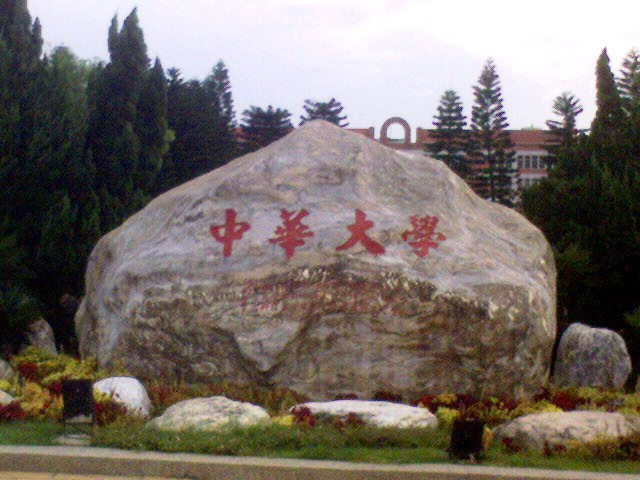
位於中華大學校園內的校名石碑。

中華大學之名，源於1990年學校草創時命名的中華工學院。1997年升格大學後，校名也隨之改為中華大學。
吉祥物和象徵是「馬」，此乃源於創校年1990年的生肖，職員和學生也塑造了各種馬圖騰的吉祥物。校徽的中心圖騰為白馬，15顆星星代表有15位出資者共同興辦學校。在創校之初以工學院為主軸，因此以「齒輪」，代表學校的學術基礎。
校訓「勤、樸、誠、正」。在接近校門處放置有創辦人致贈的校訓巨石，正面以紅字大書勤樸誠正四字。四幢學生宿舍也以校訓為名。
校歌作於1990年，由林政則作詞，客家籍音樂家楊兆禎譜曲。

## 校史

### 工學院時期
1980年代王榮昌、蔡兆章及中國國民黨的國民大會代表林政則邀請有志捐資興學的地方仕紳十一位，籌議興辦新竹第一間民辦大學並獲教育部核准創立「私立中華工學院」，這14位出資者，現今被認為是中華大學的創始人。
籌設機構於1987年在茄苳湖山一處魚池畔的三合院成立，1988年3月核准中華工學院的設校申請，接著購入東香里茄苳段作為校地興建校舍。1990年中華工學院開始招生，初設立電機工程、資訊工程、工業管理、土木工程及建築與都市計畫等五個學系，同成為臺灣解嚴前後第一批成立的高等學校，第一屆招收213名學生，其中男生204人，女生9人。1991年成立碩士班，1992年陸續成立夜間部、推廣教育中心。
1994年，中華工學院向教育部提出了改名大學的申請，在此時期學校的通識教育中心、師培、外文系、行政系相繼成立，同年也申請開設教育學程。1996年成立附設兩年制技職體系，同年陸續興建新的教學大樓，董事會開始尋覓第二校區。時至1996年，中華工學院已發展為具有19個科系、學制完整、日夜間部合5,500餘人的大型學院，擁有九幢校舍、體育場、室內運動場，並舉行了第一屆運動會。

### 大學時期
1997年8月1日，中華工學院改名為中華大學，並增設建築與規劃學院、管理學院、人文社會學院，也發行中華大學元年電話卡1998年後接續進行大型建設，包含綜合二館、研發大樓、綜合三館、學生第三宿舍、游泳池暨土木實驗大樓相繼落成啟用，也創辦校刊並成立創新育成中心、學生會、藝文中心、校友會。2001年成立招生處，專責招生工作。2003年，政府開闢學校通往市區的茄苳景觀大道與茄苳交流道。
2005年成立觀光學院，與桃竹苗地區數十所高中結為聯盟學校。2010年中華書院正式招生，2011年學校行政單位通過ISO9001認證。2022年與臺北市立明倫高中、臺北市立大直高中、臺北市立百齡高中、臺北市立陽明高中四間北市市立高中簽訂策略聯盟，培育AI人才。
2024年11月22日，中華大學董事會通過中華大學最快於114學年度停招、停辦後，將校產校地捐給國立清華大學，國立清華大學預計將成立「清華平方科技園區」（由半導體學院進駐）。，後續將比照國立臺灣科技大學與華夏科技大學整併模式，原中華大學學生畢業時領取原校畢業證書、原中華教職員工留用清大至少6年。

### 歷任校長
| 屆次 | 姓名   | 就任時間       | 卸任時間       | 簡歷 |
| ---- | ------ | -------------- | -------------- | --- |
| 1    | 劉通敏 | 1990年8月1日   | 1993年7月31日  | 航太學家，曾任逢甲大學工學院院長、中華民國航太學會理事長。                                                                   |
| 2    | 蔡永培 | 1993年8月1日   | 1993年11月10日 | 教務長代理校長。 |
| 3    | 沈文叔 | 1993年11月11日 | 1994年7月31日  | 史學家，曾任國立交通大學主秘。                                                                                               |
| 4    | 林樹   | 1994年8月1日   | 1998年8月12日  | 教育學家，曾任國立交通大學主秘、國立交通大學圖書館長。                                                                       |
| 5    | 郭一羽 | 1998年8月13日  | 2005年2月15日  | 日本九州大學博士，曾任國立交通大學土木系主任、臺灣溼地學會首任理事長。                                                       |
| 6    | 鄭芳炫 | 2005年2月16日  | 2005年7月31日  | 教務長代理校長。 |
| 7    | 張家祝 | 2005年8月1日   | 2008年8月31日  | 美國普渡大學工學博士，曾任國立交通大學運輸研究所所長、中華民國交通部次長。                                                   |
| 8    | 沙永傑 | 2008年12月1日  | 2012年11月30日 | 美國德州大學工業工程博士，曾任國立交通大學學務長、亞洲大學管理學院院長。                                                     |
| 9    | 鄭藏勝 | 2012年12月1日  | 2013年1月31日  | 學術副校長代理校長。 |
| 10   | 劉維琪 | 2013年2月1日   | 2015年2月16日  | 美國西北大學企管博士，曾任台灣高鐵董事長、中山大學校長、教育部高教司司長、中央投資總經理、高教評鑑中心董事長。               |
| 11   | 鄭藏勝 | 2015年2月17日  | 2015年7月31日  | 學術副校長代理校長。 |
| 12   | 鄭藏勝 | 2015年8月1日   | 2017年1月31日  | 中華大學機械工程學系教授，曾任學術副校長、教務長、工學院院長、研發長等職。                                                   |
| 13   | 劉維琪 | 2017年2月1日   | 現任           | 美國西北大學企管博士，曾任台灣高鐵董事長、中山大學校長、中華大學校長、教育部高教司司長、中央投資總經理、高教評鑑中心董事長。 |

## 組織
- 董事會
  - 董事長
    - 校長
      - 校務會議：以校長、教師代表、學術與行政主管、學生代表、職員代表參與。
      - 行政會議：由學校行政單位一級主管參加。

### 行政單位
有教務處、學生事務處、總務處、研發處、推廣教育處、國際暨兩岸事務處、招生處、公共事務處共8處，秘書室、人事室、會計室、軍訓室、體育室等五室及中華書院，以及電子計算機中心、圖書館

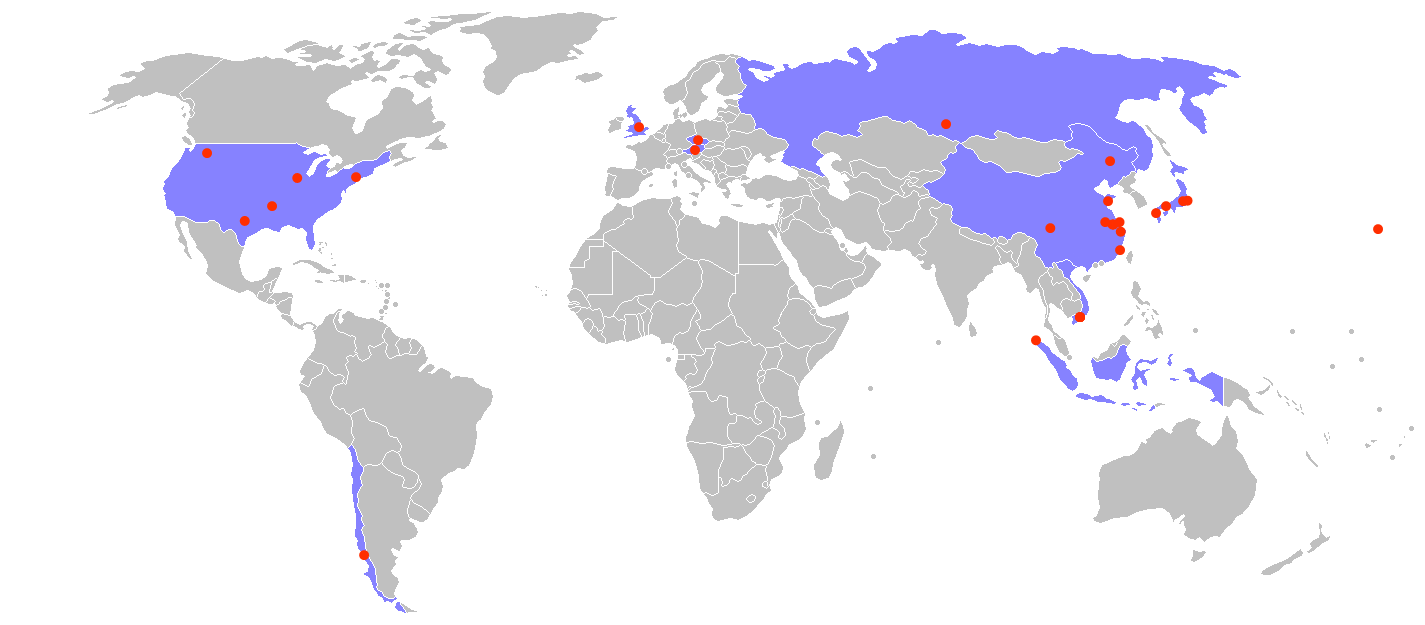
中華大學的國際合作學校

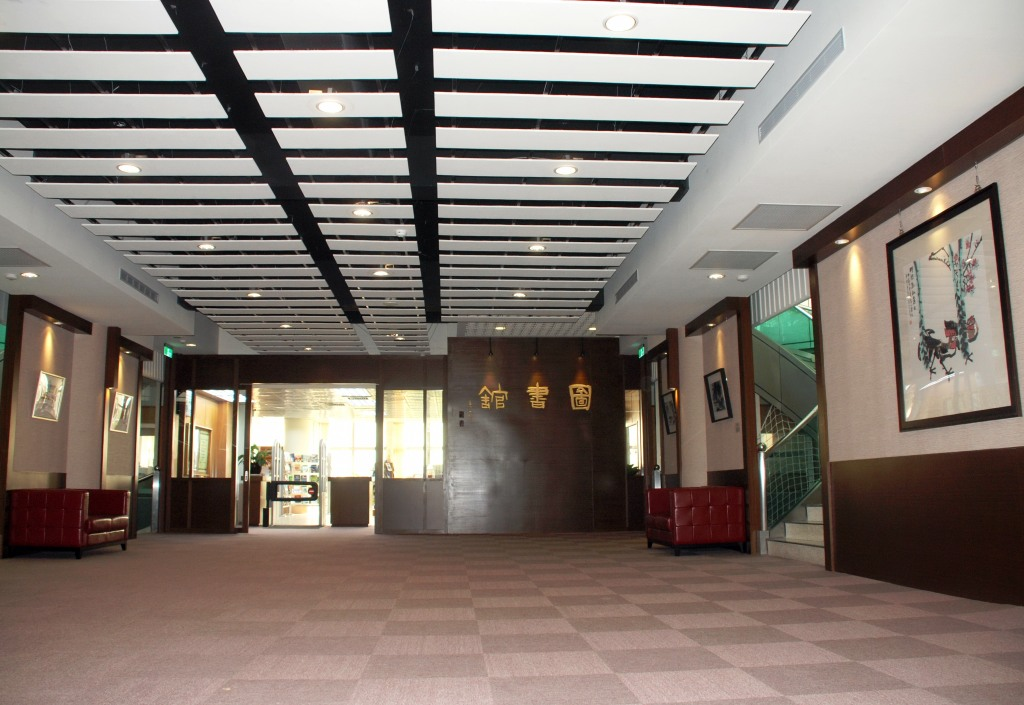
中華大學圖書館門口

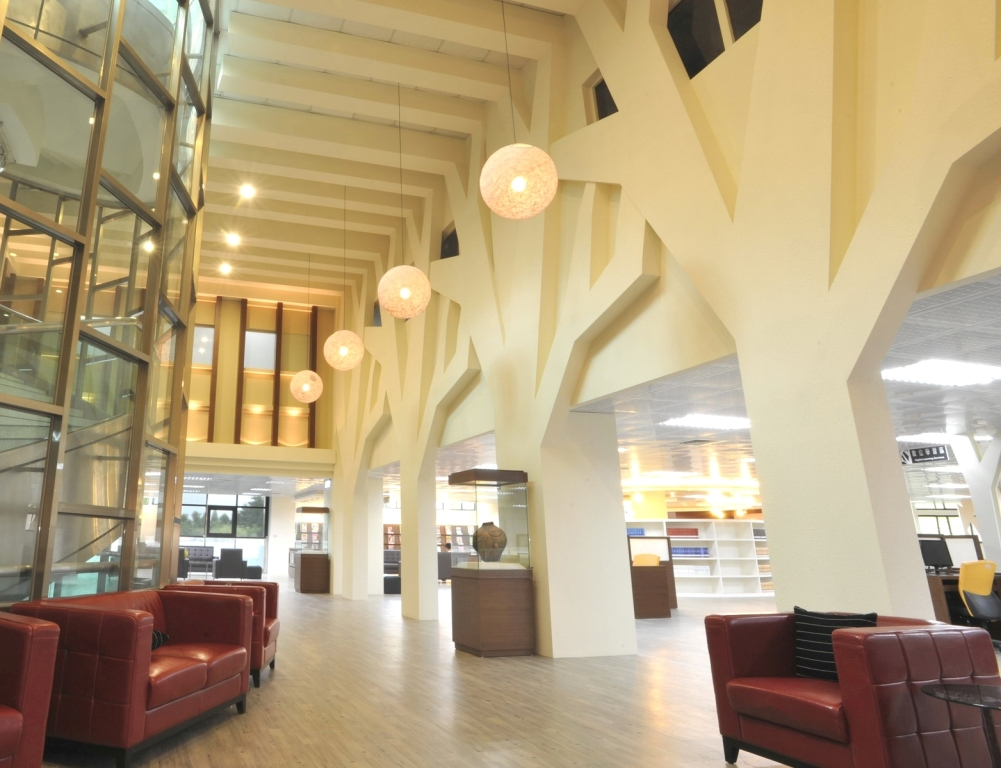
中華大學圖書館5F挑高空間

### 相關單位
- 研究中心
  - 非破壞檢測與安全評估中心
  - 綠色能源與智慧監控研究中心
  - 物聯網研究中心
  - 觀光研究中心
  - 品質與競爭力研究中心
  - 管理學院產學研究中心
  - 設計研究中心
  - 文化創意產學中心
- 通識教育中心
- 創新創意中心
- 藝文中心
- 實習旅館

### 教學單位
有六學院、二十五個學系、五個學士學位學程、三個博士班、十六個碩士班、九個碩士在職專班、三個二年制在職專班及三個進修學士班。
| 資訊電機學院 | 電機工程學系（碩、碩職）  | 電子工程學系 | 資訊工程學系（碩） |
| 資訊電機學院 | 機械工程學系（113年停招） | 生物資訊學系 | 光電與材料工程學系 |
| 資訊電機學院 | 工程科學博士學位學程      |              |                    |

| 管理學院 | 工業管理學系（碩、在職） | 資訊管理學系（碩） | 企業管理學系（碩、碩專）                       |
| 管理學院 | 科技管理學系（碩專）     | 國際企業學系       | 財務管理學系                                   |
| 管理學院 | 運輸科技與物流管理學     | 管理博士學位學程   | 加州大學爾灣分校資訊管理與資料科學學士學位學程 |

| 建築與設計學院 | 建築與都市計畫學系（碩） | 土木工程學系（碩、碩專、博） |  |

| 國際人文社會暨智慧商務學院 | 行政管理學系（113年停招）      | 應用日語學系 | 應用外語暨智慧商務學士學位學程 |
| 國際人文社會暨智慧商務學院 | 國際事務暨智慧行銷學士學位學程 | 語言中心     | 通識教育中心                   |

| 觀光學院 | 觀光學院學士班 | 觀光學院碩士班 | 國際觀光與酒店管理雙學士學位學程 |

| 創新產業學院 | 高階資料庫管理碩士在職學位學程（113年停招） | 創新產業學院進修學士班 | 智慧城市與社區規劃碩士在職學位學程 |

## 校園環境
中華大學位於新竹市香山茄苳地區，佔地20餘公頃，約有二十餘座建築散佈在茄苳湖山之山坡地上，校區緊鄰國道三號高速公路茄苳交流道（里程103公里）。
1990年中華工學院奉准設立，於新竹市郊的東香里茄苳段購買校地，興建校舍並開挖人工湖，即今日的中華湖（又稱白馬湖）。校舍建築大樓配置結合在數個大廣場上，校園動線以白馬湖為中心，使行政單位與教學系所容易聯繫與溝通，屬於線、面組合簇群空間模式。
中華大學的校園景觀由建築與規劃學院之師生共同規劃設計，校園普設休閒景觀搭配美麗的植栽花叢，包含景觀步道、木棧道平台、生態池塘、育種苗圃、公園廣場、咖啡休閒餐廳及烤肉區等校園景觀。

### 建築
中華大學校舍建築大樓有十餘座，校舍建築面積121072.81㎡，主要建築群依興建年代分為兩大風格，前期是具備中國古典建築紅瓦屋頂特質的現代建築，後期則是富有趣味性的現代主義建築，均有著其歷史意義以及特殊美感。
建築一館
創校時興建的首棟館樓，於1990年竣工啟用，為校內早期建築風格的代表。由建築師陳榮村教授設計，是一幢帶有中國風味紅瓦屋頂的現代建築，造型中具備中國古典建築的對稱、厚實、嚴肅等特質，並以出陛、斜屋頂和山牆表達中國建築的概念，以中國文化的再詮釋，來塑造一現代中國大學的建築型態。建築物座西向東，左右兩翼為演講廳，在高樓層設計了大面積開窗，並將中國式屋頂單脊改為雙脊，創造了天窗透光走廊，另仍保持燕尾的意象，現為建築與規劃學院所在。正門大廳懸掛有創校時，中華民國總統李登輝博士所頒之「弘道育才」匾額一面。
圖書館暨行政大樓
校園的地標建築，於1992年完工，位於校區的中央位置，外型宛如一座巨型方鼎，面對白馬湖及學校正門。鼎為中華文化象徵國家最高權位的傳國禮器，方鼎的造型以及立耳的裝飾，不僅僅將中國古典元素融入現代建築，也塑造了行政單位及圖書館在校區的特殊地位。
工程一館
於1998年竣工，由建築師陳榮村教授設計，位置與建築一館相對。建築主體依山而建，前低後高，主動線走廊為天井中庭，設計風格與建築一館相同。現為工學院及資訊學院所在。
研發大樓
由建築師李謝嵐教授設計，於2000年竣工，位於校區東側，現為觀光學院及創新育成中心所在。六樓、七樓為實習旅館，地下一樓為實習餐廳（饌苑）。五樓為創新育成中心提供廠商進駐。
人文一館
於1998年竣工，位於校區東北側，人文社會學院位於其中。人文一館與建築一館同樣具有紅色斜屋頂、透光走廊的設計。後方空地為木棧平台通往停車場。已出租。
管理一館
由建築師李謝嵐教授設計，於2001年竣工，位於運動場的南側，風格有別於早期的建築群。建築物主體由A、B兩幢平行構成，中間用不對稱的長方體相接，邊緣以斜線、橢圓形等較不規則的線條構成階梯、遮陽板及其他裝飾，與毗鄰的建築一館以天橋連接。現為管理學院所在。
工程二館
原址為土木系館，因九二一地震損壞，於2002年拆除重建為工程二館，於2003年竣工。新館樓由建築師李謝嵐教授設計，位於運動場東側，設有空中室內游泳池，建築物兩面開窗，採光佳，可環視校園；屋頂為四座網球場。明亮通透的大尺度空間搭配剛強的外露鋼結構為工程二館的建築特色。
學生宿舍
共四棟宿舍，分別以中華大學校訓「勤、樸、誠、正」命名為勤樓（男）、樸樓（女）、誠樓（男）、正樓（女）宿舍，提供男生1,485床位及女生1,414床位，總計2,899個床位，供學生申請住宿使用。

### 景點
鴛鴦湖
又名鴨子湖，為中華大學面積第二大的水塘，是一座天然湖泊，位於圖書館暨行政大樓東側，設有環湖步道，風景秀麗，池中棲息著鴛鴦、白鵝、及在地與外來的鴨群，看到人會上岸討食，是學生及遊客相當喜愛休憩散步的景點。
茄苳湖山
茄苳湖山主峰位於中華大學北方，其山巒綿延於校區四周，成為學校自然的邊界圍牆。山上有一座國土測量用的三等三角點。
環山相思小徑
位於中華大學校區東側，山坡上生長荔枝樹林。山上相思林繁密茂盛，原始山林生態豐富，山頂可登高望遠。
校園週邊
中華大學正門外面南側群聚了民間經營的前進大學、大學城、科技廣場等三處學生集合住宅社區，吸引餐館、書局、超市、服飾店相繼設立營業，使學生所需的生活機能更加完備，逐漸形成小型大學城的學生社區。

### 照片集

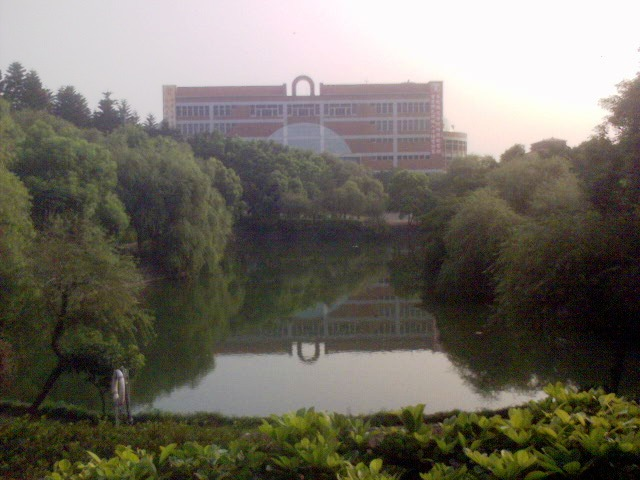
白馬湖
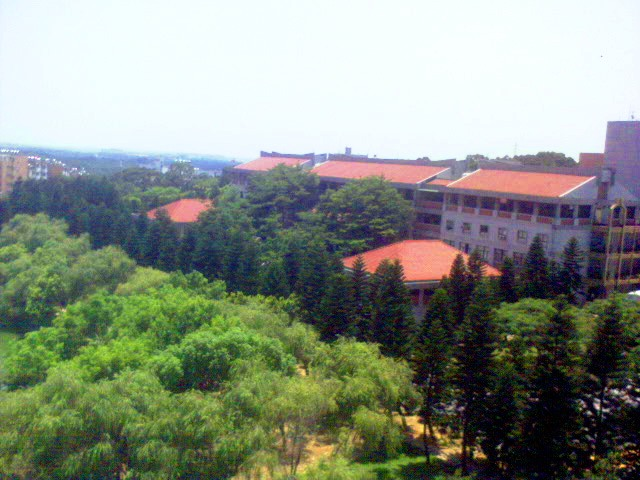
建築一館
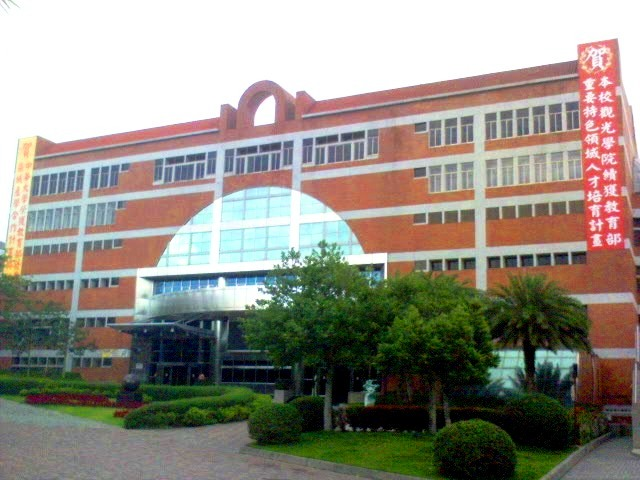
圖書館暨行政大樓
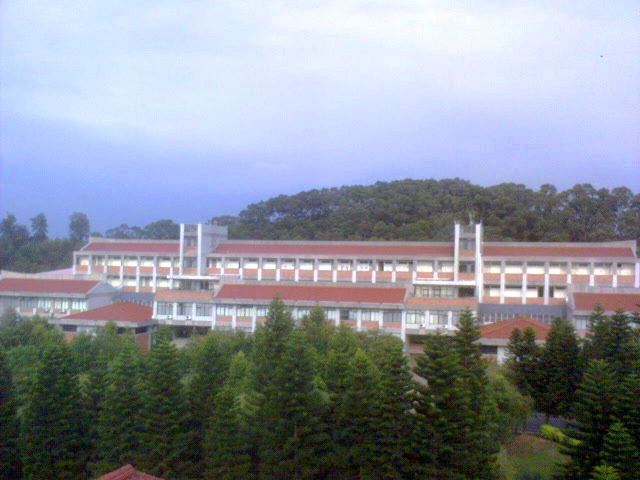
工程一館
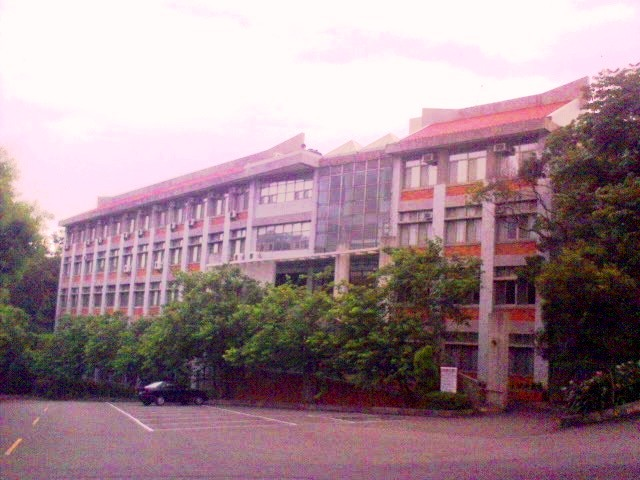
人文一館
管理一館
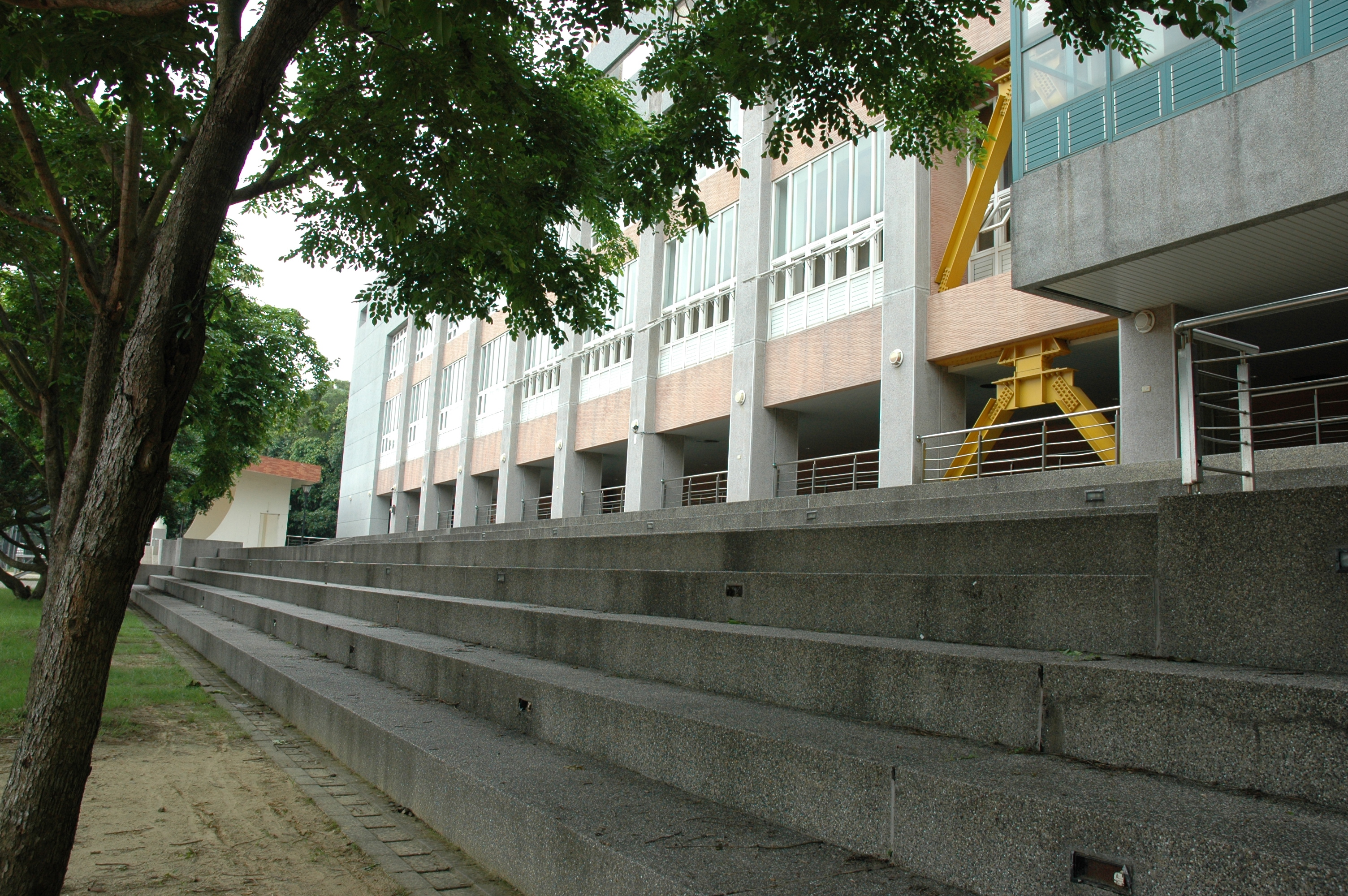
工程二館
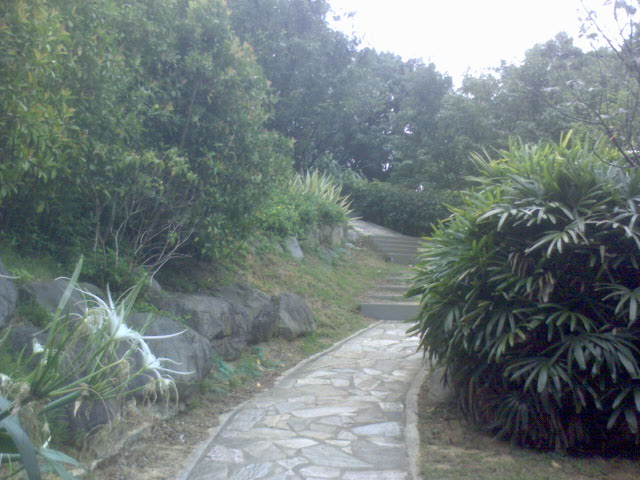
登山步道
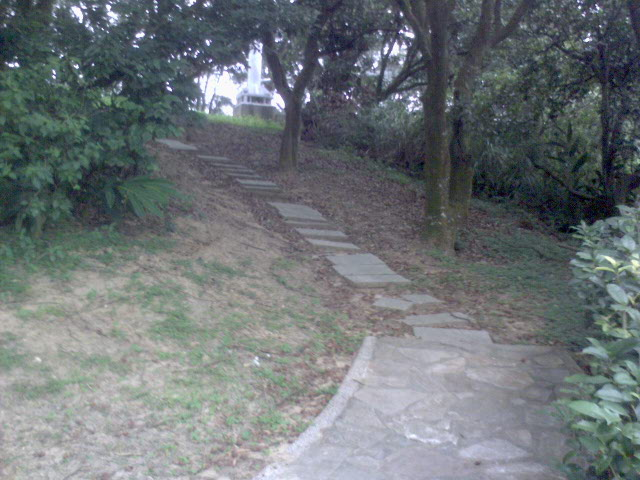
通往相思林的步道

## 學生活動

### 學生社團
中華大學擁有眾多的學生社團，相當比例的華大學生對社團活動具有極高的熱情。全校性的學生社團計有114個，學藝性社團23個，體育性社團20個，康樂性社團18個，服務性社團15個，聯誼性社團9個，系學會26個，學生自治團體2個，另有陽光青年志工團隊。大部分的社團都配有社團辦公室作為活動場地，分別位於學生活動中心及武術教室建築。

### 四中五校聯誼賽

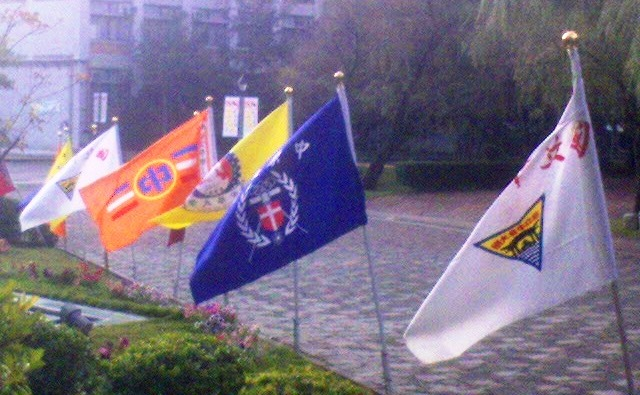
四中五校校旗飄揚

四中五校聯誼賽開始於1978年，由中央大學、中原大學、國防大學理工學院、中央警察大學，依次輪流主辦方式進行，稱為四中賽。1994年起中華大學加入活動，故稱為四中五校聯誼賽。聯誼賽分為教職員組與學生組，有籃球、游泳、網球等運動比賽；亦有演講、橋藝、書法、國語辯論等藝文競賽，參賽總人數一千餘人，已成為五所學校一年一度的校際盛事。

### 玄華元聯誼賽
玄華元大學聯盟，是一個位於北臺灣的大學策略聯盟體，成立於2007年，由於中華大學、玄奘大學、元培醫事科技大學三校皆位於新竹市香山區且距離相近，為新竹地區大學最密集之處，三所大學專長領域各異，基於此，三所大學簽訂跨校資源中心策略聯盟，聯手合作，目前聯盟學生數超過兩萬五千名。亦定期舉辦「玄華元校際聯誼賽」，包含一系列體育活動、歌唱活動比賽，相互切磋聯誼。聯誼賽以「旗鼓香山」為號召，期與同屬新竹市的清華大學和交通大學所舉辦之「梅竹賽」一樣，成為香山地區的校際盛事。目前玄華元旗幟傳至中華學生會，並於103學年度暫時停辦至今。

### 勵志節
勵志節為中華大學的畢業典禮活動，也是新竹市荔枝節活動的一部分。源於中華大學建校之前，校區原為荔枝園。自2004年起，中華大學一年一度的畢業典禮與新竹市農會合作，為社區的農民促銷農產品，也成為中華大學的特色之一。曾於2010年-2013年間停辦，將於2014年之畢業典禮恢復舉辦。

## 學術評價與教研成果
中華大學提升產業技術、培育人才研究風氣相當旺盛，由於距新竹科學工業園區僅10分鐘車程，與竹科廠商有相當多的具體合作計畫，且近三年產學合作與技術移轉金額超過2億元，是全台灣產學合作最發達的私校之一。
- 學術研究研發成果

依據臺灣經濟部智慧財產局資料，中華大學近五年來於國內外之專利總數超過百件，全校教師之研發成果相當豐碩。
ESI工程學門論文數與被引用次數連續五年(2010~2014)進入世界排名前1%
| 年度 | 論文數世界排名 | 進步名次 | 被引用次數世界排名 | 進步名次 |
| ---- | -------------- | -------- | ------------------ | -------- |
| 2010 | 746            |          | 1012               |          |
| 2011 | 728            | 18       | 926                | 86       |
| 2012 | 705            | 23       | 808                | 118      |
| 2013 | 700            | 5        | 806                | 2        |
| 2014 | 680            | 20       | 677                | 129      |

各類評鑑與認證結果
- 校務評鑑：2011年參與財團法人高等教育評鑑中心基金會第一週期大學校院校務評鑑，受評的五個項目評鑑項目「項目一學校自我定位」、「項目二校務治理與經營」、「項目三教學與學習資源」、「項目四績效與社會責任」、「項目五持續改善與品質保證機制」等，全數獲得通過的佳績。評鑑結果請參見財團法人高等教育評鑑中心基金會[68]認可結果公告網址（页面存档备份，存于）。

2018年參與財團法人高等教育評鑑中心基金會第二週期大學校院校務評鑑，「項目一校務治理與經營」、「項目二校務資源與支持系統」、「項目三辦學成效」、「項目四自我改善與永續發展」皆獲通過。
- 系所評鑑：2006年各系所參與財團法人高等教育評鑑中心基金會第一週期系所評鑑，全數（含重新與追蹤評鑑）獲得通過的佳績。

2013年通識教育暨第二週期系所評鑑，受評系所（含通識教育中心）之通過率近百分之百，僅一個碩士班（已停招）為有條件通過。評鑑結果請參見財團法人高等教育評鑑中心基金會認可結果公告網址。
- 工程及科技教育認證：2007年起，土木工程學系、建築與都市計畫學系、資訊工程學系、資訊管理學系、電機工程學系、機械工程學系、電子工程學系、通訊工程學系、光機電與材料學士學位學程、工程科學博士學位學程及工業管理學系，陸續通過中華工程教育學會之工程及科技教育認證，至2013年全校共計11系25班制的系所學位獲得IEET認證[69]，彌補臺灣學歷未獲世界普遍承認的缺憾，能夠獲得所有加入華盛頓協定（英语：Washington Accord）的會員國家的認可。

- ISO9001認證：2011年4月過通過法國標準協會 (AFNOR)ISO 9001:2008驗證，2016年5月再次通過複評。

- AACSB認證：商管學院進入The Association to Advance Collegiate Schools of Business（AACSB，國際商管教育促進協會）前導認證，並於2016年8月正式通過AACSB認證，躋身全球商管教育前5%之列。。

- ISMS認證：電子計算機中心於2009年起便導入資訊安全管理系統 (ISMS: Information Security Management System) ，並獲選為教育部資安推動計劃種子學校之一，首次於2010年1月20日取得教育體系資通安全管理規範驗證證書，之後每年均通過追查稽核驗證，維持證書有效性，最近再次於2015年11月連續第七度通過教育機構資安驗證中心認證。

- 科技部專題計畫通過率：從99學年度起，連續四年通過科技部「提升私校研發能量專案整合型計畫」，對於塑造學校研發特色，深具指標性意義。

- 產學合作績效評鑑：教育部「大專校院產學合作績效評量」中，中華大學於2006年起，連續五年於智權產出成果與應用效益、爭取產學經費與效率、產學合作參與廣泛程度方面，為私立高教體系中，排名前十大之績優學校。[70]

- QS世界大學排名：2021年，中華大學在QS世界大學排名中，亞洲地區大學第451-500名，台灣地區排名36。
- 數位環境私校八強：依據商周出版《數位周刊》雜誌調查報告，包含基礎建設、學生服務、圖書館等項目加權統計，華大在「數位環境」私立大學排名第八。[71]

## 出版

### 學術期刊
| 刊名                   | 出版單位             |
| ---------------------- | -------------------- |
| 《中華管理學報》       | 管理學院             |
| 《建築與規劃學報》     | 建築與規劃學院       |
| 《中華建築學刊》       | 建築與規劃學院       |
| 《中華理工學刊》       | 工學院               |
| 《資訊與應用期刊》     | 資訊學院             |
| 《教育暨外國語文學報》 | 師資培育中心與外文系 |
| 《中華人文社會學報》   | 人文社會學院         |
| 《萬竅》               | 通識教育中心         |

中華大學學術期刊之出版，初興於2000年3月十週年校慶管理學院在所發刊的《中華管理學報》及建築系的《建築與規劃學報》，是面對國際公開發行的學術季刊。時至今日，中華大學持續發行數種學術期刊，其中八種刊物被中華民國國家圖書館收錄索引：工學院的《中華理工學刊》、建築學院的《中華建築學刊》、管理學院的《中華管理學報》、人社院的《中華人文社會學報》、師資培育中心與外文系的《教育暨外國語文學報》、資訊學院的《資訊與應用期刊》、通識教育中心的《萬竅》、行管系的《中華行政學報》，建築與都計系的《建築與規劃學報》，除了上述獨立出版的刊物，還有與玄奘大學、新竹教育大學合作的《管理與教育學報》。

### 校園刊物
中華大學流傳最廣的媒體是1999年3月創刊的中華大學校訊，是面向師生的校園刊物，學期之中每個月一期。2007年4月起，同步以網路方式刊行。

## 歷年日間部師生比及新生註冊率
- 112學年度日間部學生人數3445，專任老師人數165，日間部師生比20.88（學生數/老師數）。

- 112學年度新生註冊率54.59%。
- 113學年度新生註冊率67.26%。

## 外部連結
- 中華大學網站（页面存档备份，存于）
- 中華大學的Facebook專頁粉絲（页面存档备份，存于）
- 中華大學校訊（页面存档备份，存于）